# Tempelj Lingjin
Tempelj Lingjin (poenostavljeno kitajsko: 灵隐寺; tradicionalno kitajsko: 靈隱寺; pinjin: Língyǐn Sì) je pomemben budistični tempelj čanov v bližini Hangdžova, ki je znan po številnih pagodah in jamah. Njegovo ime se v pogosto in dobesedno prevaja kot Tempelj duše.
Samostan je največji od več templjev v gorovju Vulin (kitajsko: 武林山; pinjin: Wǔlínshān), ki se ponaša z znamenitimi jamami in verskimi skalnimi rezbarijami.

## Zgodovina
Po izročilu je bil samostan ustanovljen leta 328 n. št. v času dinastije Vzhodni Džin (266–420) s strani indijskega meniha, ki se je po kitajsko imenoval Huili. Od samega začetka je bil Lingjin znan samostan v regiji Džjangnan. Na vrhuncu pod kraljestvom Vujue (907–978) se je tempelj ponašal z 18 paviljoni, 72 dvoranami in več kot 1300 spalnicami, v katerih je živelo več kot 3000 menihov. Iz tega obdobja izvirajo tudi številne bogate budistične rezbarije v jamah Feilai Feng in okoliških gorah.
V času dinastije Južni Song (1127–1279) je samostan veljal za enega desetih najpomembnejših templjev sekte Čan v regiji Džjangnan. Vendar pa njegova pomembnost templja ni rešila pred roparji. Od takrat je bil obnovljen kar šestnajstkrat. Medtem ko nekatere obstoječe stavbe izvirajo iz prejšnjih kitajskih dinastij, je večina sedanjih stavb modernih restavracij iz poznega obdobja Čing (1644–1911).
Med kulturno revolucijo sta tempelj in okolico poškodovala hanzgoška Rdeča garda, vendar so domačini in študenti z univerze Džedžjang leta 1966 uspešno preprečili načrtovano uničenje templja, saj so bili šokirani in navdušeni nad gardističnim preiskovanjem grobnice domoljubnega generala Jue Feija. Kasneje je templju po neposrednih navodilih premierja Džov Enlaja ponudil določeno mero zaščite.
Danes tempelj cveti kot destinacija tako za romarje kot za turiste. Velja za enega najbogatejših samostanov na Kitajskem, med rednimi romarji pa je bil tudi nekdanji vrhovni voditelj Deng Šjaoping.

## Okolica
Gorstvo Vuling je znano mesto čan budizma na jugu Kitajske. Na tem območju stoji tudi več manjših templjev. Danes se Lingjin in okolica trži kot slikovito območje Lingjin-Feilai Feng z vstopnicami. Obiskovalci vstopajo skozi stensko pregrado, označeno s štirimestnim napisom »Zahodna nebesa so na dosegu roke« (咫尺西天; zhíchǐ Xītiān; 'Zahodna nebesa so oddaljena med 0,8 in enim čevljem'). Ko se odpravijo po cesti od vhoda, obiskovalec najprej na levi zagleda Feilai Feng, nato pa na desni hrib Lingjin. Celotno slikovito območje je posejano z zgodovinskimi stavbami in umetniškimi deli, vključno s pagodami, paviljoni, mostovi in kipi. Največja kamnita pagoda je v bližini vhoda. Imenuje se Pagoda starešine Lija (kitajsko: 理公塔) in hrani pepel Huilija. Območje je gosto poraslo z gozdom.

## Jame Feilai Feng
Feilai Feng ali Vrh, ki je priletel sem, pogosto preveden tudi kot Leteči vrh (poenostavljeno kitajsko: 飞来峰石窟; tradicionalno kitajsko: 飛來峰石窟), je pred templjem. Vrh je tako poimenovan, ker je iz apnenca, zaradi česar je skalnat videz zelo drugačen od okoliških gora. Legenda pravi, da je vrh prvotno iz Indije (nekatere različice nakazujejo, da je to Vrh jastreba), vendar je čez noč priletel v Hangdžov kot dokaz vsemogočnosti budističnega zakona. Na vrhu je veliko jam, kot so jama Činglin, jama Juru in jama Longhong. Površje vrha je posejano s številnimi skalnimi reliefi, še več pa jih je v različnih jamah po celotnem vrhu. V glavni jami, posvečeni bodhisatvi Guanjin, je v stropu jame razpoka, ki se razteza do površine, tako da lahko oseba, ki stoji na določenem mestu, vidi košček sončne svetlobe. To je znano kot ena nebeška nit (poenostavljeno kitajsko: 一线天; tradicionalno kitajsko: 一線天; pinjin: Yīxiàn Tiān).
Kamnite rezbarije na Feilai Fengu so na območju, ki meri 600 metrov v dolžino in 200 metrov v širino. Skupno je 153 svetišč in več kot 470 rezbarij, med katerimi je 338 relativno dobro ohranjenih, 96 rezbarij iz dinastije Juan in več iz dinastije Ming.
Približno 11 rezbarij izvira iz pozne dinastije Tang in obdobja petih dinastij ter desetih kraljestev. Te rezbarije so posejane po vrhu in ustju jame Činglin in vse jasno prikazujejo »Trije svetniki Zahoda«, ki se nanašajo na triado Bude Amituofo in bodisatev Guanjin in Dašidži iz budizma Čiste dežele.
V obdobju Severne dinastije Song je bilo izdelanih skupno 222 rezbarij, ki prikazujejo raznoliko paleto budističnih osebnosti, vključno s šestimi patriarhi čanskega (ali zen) budizma, različnimi arhati, bodhisatvami in Bude, kot je Vairocana. Ena izmed pomembnejših rezbarij iz tega obdobja je svetišče Budai, meniha, ki tradicionalno velja za inkarnacijo Mi Leja, obkroženega z osemnajstimi arhati. To svetišče je visoko 3,6 metra in dolgo 9,9 metra, zaradi česar je največje svetišče na Feilai Fengu.
Večina od skoraj 100 rezbarij, izdelanih med dinastijo Juan, je na južnem bregu potoka Lengčuan in na pečini v bližini jam Činglin in Juru. Rezbarije iz tega obdobja spominjajo na umetniške sloge dinastij Tang in Song, hkrati pa odražajo vplive tibetanske in mongolske umetnosti.

## Arhitektura
Glavna os Lingjina sledi tradicionalni strukturi sekte Čan s petimi dvoranami iz dinastije Song. Glavna os se razteza navzgor po hribu Lingjin. Vendar pa je os s petimi dvoranami nedavna rekonstrukcija. Le sprednje tri dvorane so del osi dinastije Čing.

### Tianvang Dian
Formalni vhod v tempelj je Tianvang Dian ali Dvorana štirih nebeških kraljev. Ta dvorana je stavba z dvojnim napuščem. Na sprednji strani stavbe je plošča (雲林禪寺; Yúnlín Chán Sì; 'Chan tempelj oblakov in gozdov'), ki jo je napisal cesar Kangši. Glavni kip v tej dvorani je kip Bude prihodnosti, Mi Leja, v njegovi manifestaciji kot Budai ali Smejoči se Buda. Na zadnji strani, obrnjeni proti hribu, je dharmapala Veituo. Ta kip izvira iz Južne dinastije Song. Ker je star 800 let, je najstarejši in najpomembnejši kip v templju. Na levi in desni strani so razporejeni štirje nebeški kralji. Strop je bogato poslikan in okrašen s feniksi in zmaji.
Kipi štirih nebeških kraljev so impozantni. Obiskovalce templja pogosto navduši velikost in veličastnost vhodne dvorane s kipi nebeških kraljev. Tianvang Dian v templju Lingjin je pravzaprav tako velik ali celo večji od glavne dvorane v mnogih templjih, kar odraža njegov status središča budizma na jugu Kitajske.
Tianvang Dian je formalni vhod v tempelj. Vendar je bil ta vhod v zadnjih letih zaprt, obiskovalci pa so namesto tega preusmerjeni skozi stranska vrata, kjer so za vstop v tempelj postavljene ločene blagajne.

### Dvorana Mahavira
Druga in glavna dvorana je dvorana Mahavira (imenovana tudi Velika dvorana Velikega modreca). Od Dvorane nebeških kraljev jo loči veliko dvorišče z dvignjeno trato, obdano z drevesi. Levo od dvorišča stoji Luohan Tang ali Dvorana petsto arhatov. Dvorana Mahavira je visoka 33,6 metra in ima streho s tremi napušči. Notranjost dvorane doseže približno 30 metrov, z zlato poslikanim stropom, na katerem so bareliefi tradicionalnih budističnih simbolov.
Glavni kip v tej dvorani je kip Šidžiamunija, zgodovinskega Bude, ki z desno roko tvori vitarka mudro. Sedanji kip je bil izrezljan leta 1956 iz kafrovega lesa v slogu dinastije Tang in prevlečen s 60 taeli zlata. Z višino 24,6 metra (vključno s prestolom, na katerem stoji kip) je največji leseni budistični kip na Kitajskem. Ob vsaki strani dvorane so razporejeni kipi štiriindvajsetih zaščitnih božanstev kitajskega budizma, ki v rokah držijo različna budistična orodja odrešenja in orožje. Stene dvorane prav tako obdajajo kipi osemnajstih arhatov in drugih pomembnih budističnih osebnosti, kot je bodhisatva Džunti.
Za dvorano je ob vsaki steni dvanajst kipov različnih bodhisatev, po šest na vsaki strani. Med kipi so Venšu (Mandžusri), Pušjan (Samantabhadra), Mi Le (Maitreja) in Džingangdzang (Vadžragarbha).
Na zadnji steni dvorane je panorama, ki prikazuje predzadnje poglavje Avatamsaka sutre, v središču katere je Šankaj (kitajsko: 善財童子; pinjin: Shàncáitóngzǐ). V tem poglavju Šankaj v iskanju razsvetljenja potuje na romanje k 53 različnim duhovnim učiteljem (od nebudistov do bikunijev, kraljev, dev in bodhisatev). Osrednji kip panorame je eden od 53 učiteljev bodhisatve Guanjina. Kipa Šankaja in Longnuja stojita na obeh straneh tega kipa. Preostanek panorame za tremi glavnimi kipi sestavlja več kot 150 glinenih skulptur, ki prikazujejo druge duhovne učitelje Sudhane, pa tudi druge budistične osebnosti, kot so glavni liki Potovanja na zahod, Štirje nebeški kralji in Ji Gong. V zgornji in srednji del panorame sta vključeni tudi figuri bodhisatve Dizanga in Šidžjamoni Bude (ki prikazujeta njegovo kultivacijo, preden je postal Buda).

### Jaoši Dian
Naprej navzgor in za glavno dvorano je Jaoši Dian ali Dvorana Bhaisadžjaguruja (藥師殿; Yàoshī Diàn), v kateri stoji kip Bude Jaošija, običajno imenovanega Zdravilni Buda. Kipa bodhisatev Riguanga in Jueguanga, ki tradicionalno veljata za Jaošijeva spremljevalca, stojita na levi in desni strani Jaošijevega kipa.
Dvanajst kipov dvanajstih nebeških generalov, ki so zaščitniški spremljevalci jakše Bhaisadžjaguruja, stoji na obeh straneh dvorane, po šest na vsaki strani. Imena vsakega generala in njihova ikonografija so: Kumbhira (oborožen z rumeno vadžro), Vadžra (oborožen z belim mečem), Mihira (oborožen z rumeno vadžro), Andira (oborožen z zelenim kladivom), Anila (oborožen z rdečim trizobom), Sandila (oborožen s črnim mečem), Indra (oborožen z rdečo palico ali helebardo), Padžra (oborožen z rdečim kladivom), Makura (oborožen z belo sekiro), Kinara (oborožen z rumeno vrvjo), Katura (oborožen z zelenim kladivom) in Vikarala (oborožen z rdečo trikrako vadžro).

### Džigong Dian
Džigong Dian ali Dvorana Dži Gonga je vzhodno od Jaoši Diana in v njem stoji kip meniha iz dinastije Song, Dži Gonga (znanega tudi kot Daodži). Kip je izdelan iz brona, visok je 2,3 metra in težak 2,5 tone. Desna roka kipa drži zlomljeno pahljačo, leva roka budistične molitvene kroglice, desna noga pa je prikazana, kako se pomoči v vrč za vino. Na stenah na obeh straneh dvorane je naslikanih osemnajst ogromnih fresk, ki prikazujejo pripoved o Dži Gongovem življenju. Vsaka freska je visoka 3 metre in dolga 3 metre, celotna razstava pa je dolga 50 metrov.

### Fatang
Fatang ali dvorana Dharma je za Jaoši Dianom in je glavni kraj, kjer menihi razlagajo budistične sutre. Sedanjo stavbo dvorane Dharma je leta 1446 zgradil menih iz templja Šuanli.

### Razstavna dvorana kulturnih relikvije
Razstavna dvorana kulturnih relikvije je v kleti dvorane Dharma in prikazuje zbirko budističnih kulturnih relikvije, ki jih hrani tempelj.
Dvorana obsega skupno površino 638 kvadratnih metrov in je opremljena z vodoodpornimi, ognjevarnimi, vlažno odpornimi, elektronskimi nadzornimi in klimatskimi sistemi. V njej je razstavljenih več kot 40 vitrin z zbirkami kulturnih relikvije, ki jih tempelj hrani že vrsto let. Te kulturne relikvije tempelj razvršča v štiri kategorije: prva, budistična obredna orodja, ki so jih uporabljali zaporedni opati templja Lingjin, kot so metlice iz preslice in žezla ruji; druga, običajne starine, kot so porcelanaste vaze iz Južne dinastije Song; tretja, budistične starine, kot so sutre, ki so jih napisali kitajski budisti iz dinastije Tang, in izkopani budistični kipi; četrtič, starodavne slike in kaligrafija, kot so kaligrafski zvitki s pečati Vu Čangšuoja, pahljačaste slike Ren Boniana in pesem Ša Menghaija.

### Zangdžing Ge
Navkreber od Dvorane Bude medicine je Zangdžing Ge ali Stolp budističnih besedil. Ta in Huajan Dian za njim sta bila zgrajena med letoma 2000 in 2002, da bi poustvarila glavno os s petimi dvoranami. Zangdžing Ge nima večjega kipa in ni odprt za čaščenje.

### Huayan Dian
Peta in zadnja dvorana na glavni osi je Huajan Dian ali dvorana Huajan (Avatamsaka) (华严殿; Huáyán Diàn). Tudi ta dvorana, zgrajena leta 2002, hrani kipe treh modrecev iz Avatamsaka sutre, v kitajščini znane kot Huajan Sutra – Šidžjamoni, Venšu in Pušjan.
Tri metre visok bronasti kip japonskega budističnega meniha Kūkaija, ki je med dinastijo Tang potoval na Kitajsko, da bi študiral kitajski ezoterični budizem, in ki je med svojim potovanjem obiskal tempelj Lingjin, stoji v bambusovem gozdičku med Fatangom in Huajan Dianom. Kip prikazuje Kūkaija v meniških oblačilih, ki v levi roki drži budistične molitvene kroglice, v desni pa sprehajalno palico. Kip je bil postavljen leta 2002 kot simbol prijateljstva med budističnimi krogi na Kitajskem in Japonskem.

### Luohan Tang
Luohan Tang ali Dvorana petsto arhatov (五百羅漢堂; Wǔbǎi Luóhàn Táng), prav tako sodoben prizidek, je obrnjen proti zahodni strani dvorišča pred glavno dvorano. Stavba ima kompleksen tloris, oblikovan kot budistična svastika. Bronasti kipi petsto arhatov so razporejeni vzdolž krakov svastike, pri čemer vsak kip sedi na edinstvenem okrašenem sedežu. Vsak kip meri 1,7 metra v višino, 1,3 metra v širino in tehta približno 1 tono.
V središču dvorane, kjer se kraki svastike združijo, stoji bronast baldahin s kipi štirih glavnih bodhisatev v kitajskem budizmu: Guanjin, Dizang, Venšu in Pušjan, ki predstavljajo štiri smeri sveta. Ta baldahin je visok 12,62 metra, širok 7,77 metra in zaseda 5 kvadratnih metrov. Trenutno je to najvišja trdna bronasta struktura na svetu.

### Dva sutrina stebra
Stebra sutre sta na vzhodni in zahodni strani Dvorane štirih nebeških kraljev. Vzhodni steber je visok 7,17 metra, zahodni pa 11 metrov. Na obeh stebrih je vgravirana Uṣṇīṣa Vidžaja Dhāraṇī Sūtra, pa tudi reliefi različnih budističnih likov in zgodb. Oba stebra sta bila zgrajena leta 969 v zvezni državi Vujue ob koncu obdobja petih dinastij in desetih kraljestev ter na začetku dinastije Song in sta bila leta 1053 premaknjena na sedanjo lokacijo v templju.

## Galerija
- Bivalni prostori za menihe v templju
- Zahodni steber sutre
- Vzhodni steber sutre
- Kip dharmapale Veituo iz dinastije Song v Dvorani štirih nebeških kraljev
- Kip Vaiśravaṇe (Duōwén Tiānwáng), nebeškega kralja severa
- Kip Virūḍhake (Zēngzhǎng Tiānwáng), nebeškega kralja juga
- Kip Dhṛtarāṣṭre (Chíguó Tiānwáng), nebeškega kralja vzhoda
- Kip Virūpākṣe (Guăngmù Tiānwáng), nebeškega kralja zahoda
- Svetišče in kip bodhisatve Džunti v dvorani Mahavira
- Kipi štiriindvajsetih dev (二十四諸天 Èrshísì Zhūtiān) na na levi strani dvorane Mahavira
- Kipi štiriindvajsetih dev (二十四諸天 Èrshísì Zhūtiān) na desni strani dvorane Mahavira
- Kipi Arhatov v Dvorani petsto Arhatov
- Kip Venšuja v bronasti baldahini v Dvorani petsto Arhatov
- Kip Guanjina v bronasti baldahini v Dvorani petsto Arhatov
- Kip Didzanga v bronasti baldahini v Dvorani petsto Arhatov
- Kip Pušjana v bronasti baldahini v Dvorani petsto Arhatov
- Skalna skulptura Budaija v jami
- Kipi v jamah
- Kipi v jamah
- Kipi v jamah